# Fortunata Obrąpalska
Fortunata Obrąpalska z domu Szurowska (ur. 14 października 1909 we Włodzimierzu Wołyńskim, zm. 10 czerwca 2004 w Poznaniu) – polska fotografka.

## Życiorys
Fotografią zainteresowała się w 1935 pod wpływem męża Zygmunta (działacza ZPAF) oraz zaprzyjaźnionego Jana Bułhaka, którego poznała na chwilę przed wybuchem wojny. Na początku lat 40. mieszkała z mężem w Wilnie. Tam, w ich mieszkaniu, w 1941 i 1942 roku zorganizowano dwie konspiracyjne wystawy. W 1945 przeprowadziła się do Poznania, zapisała się do Stowarzyszenia Miłośników Fotografii w Poznaniu, a w 1947 została członkiem Związku Polskich Artystów Fotografików. W tym czasie jej twórczość została doceniona na licznych wystawach (Nowoczesna Fotografika Polska, Warszawa, Kraków 1948; I Wystawa Sztuki Nowoczesnej, Kraków 1948–1949). Współredagowała w latach 1948–1952 pierwszy powojenny periodyk poświęcony zagadnieniom związanym z fotografią artystyczną – poznański „Świat Fotografii”.
W późnych latach 50. Obrąpalska kontynuowała swoje wcześniejsze zainteresowania estetyką surrealizmu z lat 40. rozwijając wcześniej poruszane wątki i wzbogacając je o estetyczną fascynację materią, czy abstrakcyjnym obrazowaniem rzeczywistości. Oba te okresy przedzieliła stylistyka obowiązującego w Polsce realizmu socjalistycznego, w której artystka przez kilka lat próbowała odnaleźć własną drogę twórczą, stosując m.in. takie techniki ekspresji jak: solaryzacja, pseudosolaryzacja czy wielokrotne naświetlanie.
Była współorganizatorką międzynarodowej wystawy „Krok w nowoczesność” (1957) – pierwszej po okresie socrealizmu. Pod koniec życia zajmowała się fotografią przyrodniczą. Największymi wystawami retrospektywnymi były prezentacje w Galerii Miejskiej „Arsenał” (1999); Muzeum Historii Fotografii w Krakowie (2001/2002), Galerii Fotografii B&B w Bielsku-Białej (2004); część swych zdjęć przekazała Muzeum Historii Fotografii.
Silna alergia na chemię stosowaną przy obróbce materiałów światłoczułych, zmusiła Obrąpalską do zaprzestania fotografowania.

## Zainteresowania i nagrody
Jej artystyczne zainteresowania surrealizmem i abstrakcją zaowocowały przyznaniem jej wielu nagród, otrzymała m.in. pierwszą nagrodę na I Konkursie Fotograficznym Ministerstwa Kultury i Sztuki za serię „Dyfuzja w cieczy”. Był to cykl fotografii ukazujących oniryczne kształty, jakie przyjmuje czarny tusz rozchodzący się w naczyniu z wodą. Prace te dalekie były od fotograficznego dokumentu zjawiska fizycznego. Artystka mocno ingerowała w ich kształt, a poszczególne finalne odbitki nosiły swoje własne tytuły nadane im zgodnie z przedmiotami, które zdawały się przypominać. Starała się przenieść swe fascynacje zaburzeniami stereotypowego widzenia do fotografii. Należała do poznańskiej grupy 4F+R, w szeregach której znajdowali się m.in. Alfred Lenica, Ildefons Houwalt, Feliks M. Nowowiejski.
Otrzymała wyróżnienia honorowe nadawane przez Międzynarodową Federację Sztuki Fotograficznej – AFIAP w 1953 i EFIAP w 1963.